# Juan Luna Novicio

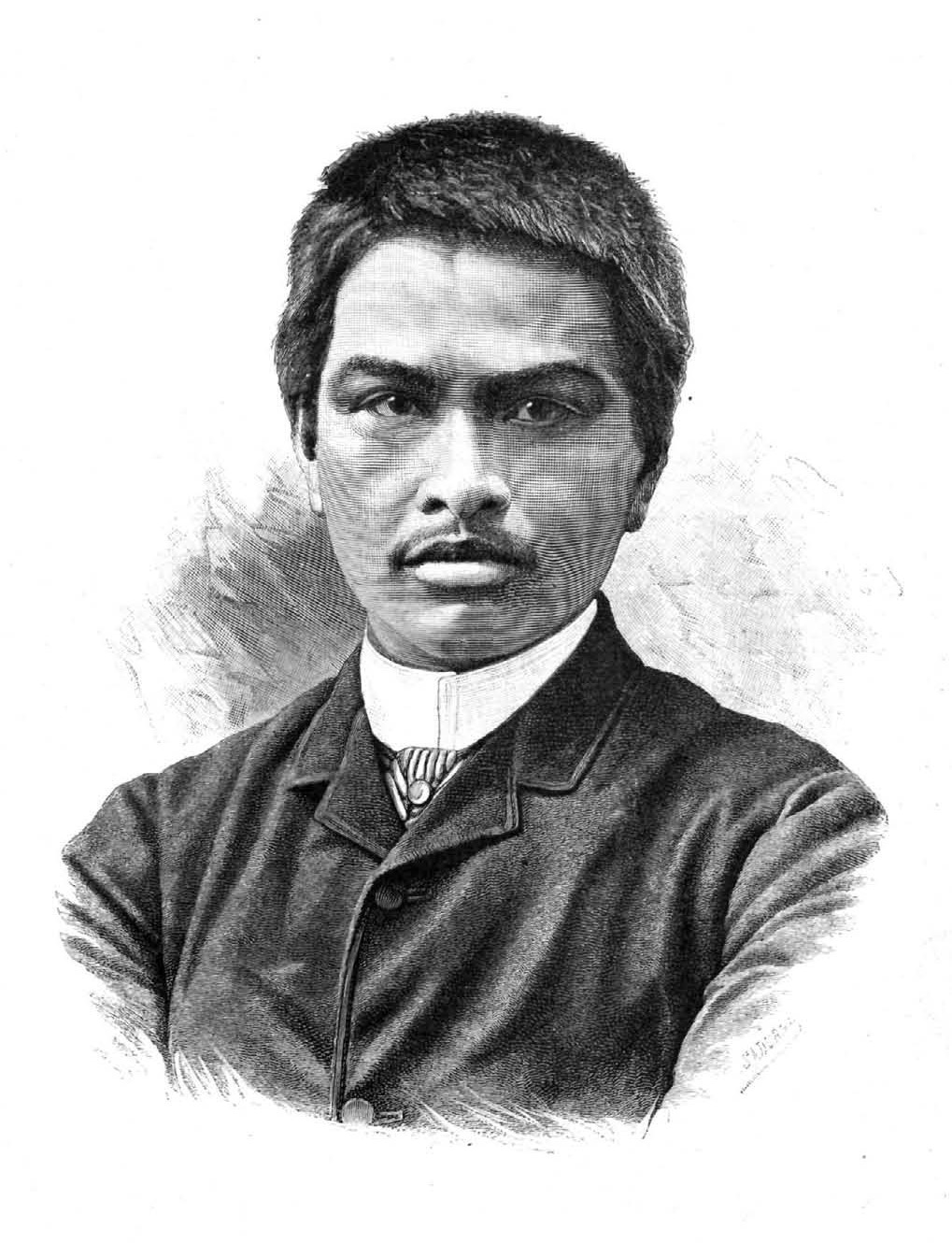
«Nuestros pintores: Don Juan Luna y Novicio autor del Spoliarium». Retrato del pintor en la portada de la Ilustración Artística del 20 de octubre de 1884. Hemeroteca Digital, Biblioteca Nacional de España.

Juan Luna Novicio (Badoc, Filipinas, 24 de octubre de 1857-Hong Kong, 7 de diciembre de 1899) fue un pintor hispano-filipino. A caballo entre la pintura de historia de corte academicista y el realismo social, fue el primer pintor filipino con proyección internacional, premiado en París en el salón de 1886 con medalla de oro de tercera clase por el Spoliarium, óleo con el que ya había obtenido medalla de primera clase en Madrid, en la Exposición Nacional de Bellas Artes de 1884 (Manila, Museo Nacional de Filipinas). Luna adquirió también notabilidad pública por los asesinatos de su esposa, Paz Pardo de Tavera, y su suegra, Juliana Gorricho, y el posterior juicio celebrado en París en 1892 del que salió absuelto al ser calificado de crimen pasional.

## Biografía
Tercero de los siete hijos del matrimonio formado por Joaquín Luna de San Pedro y Posadas y Laureana Novicio y Ancheta, de origen malayo, fue bautizado en Badoc, provincia de Ilocos Norte, el 27 de octubre de 1857. El hermano mayor, Manuel, muerto prematuramente, fue excelente músico y, según dijo a José Rizal el propio Juan, con «más disposición para la pintura que él mismo». El segundo, José, era en 1886 uno de los más brillantes cirujanos del archipiélago, y el menor, Antonio Luna, con el que residió en Europa, llegaría a ser general del ejército de la Primera República filipina. En 1861, la familia se instaló en Manila. Estudió el bachillerato en el Ateneo Municipal de Manila y posteriormente en la Escuela de Náutica con intención de hacerse marino mercante. Con diecisiete años navegaba ya como piloto por el Mar de China con Manuel, cuyos dibujos comenzó a copiar, despertando su afición artística. Recibió al mismo tiempo lecciones de dibujo en la Academia de Bellas Artes con Lorenzo Guerrero, un pintor indio que se había formado sin apenas maestro, quien lo animó a viajar a Madrid para matricularse en la Real Academia de Bellas Artes de San Fernando. En ella tuvo como maestro a Alejo Vera, del que siempre se reconoció discípulo, que lo llevó con él a Roma cuando en 1878 obtuvo una plaza de pensionado, corriendo con todos los gastos .
En Roma conoció y trabó estrecha amistad con Mariano Benlliure, que en 1884 modeló un busto en barro del pintor al que regaló el modelo en escayola.

### Madrid, Roma, la pintura de historia y elSpoliarium

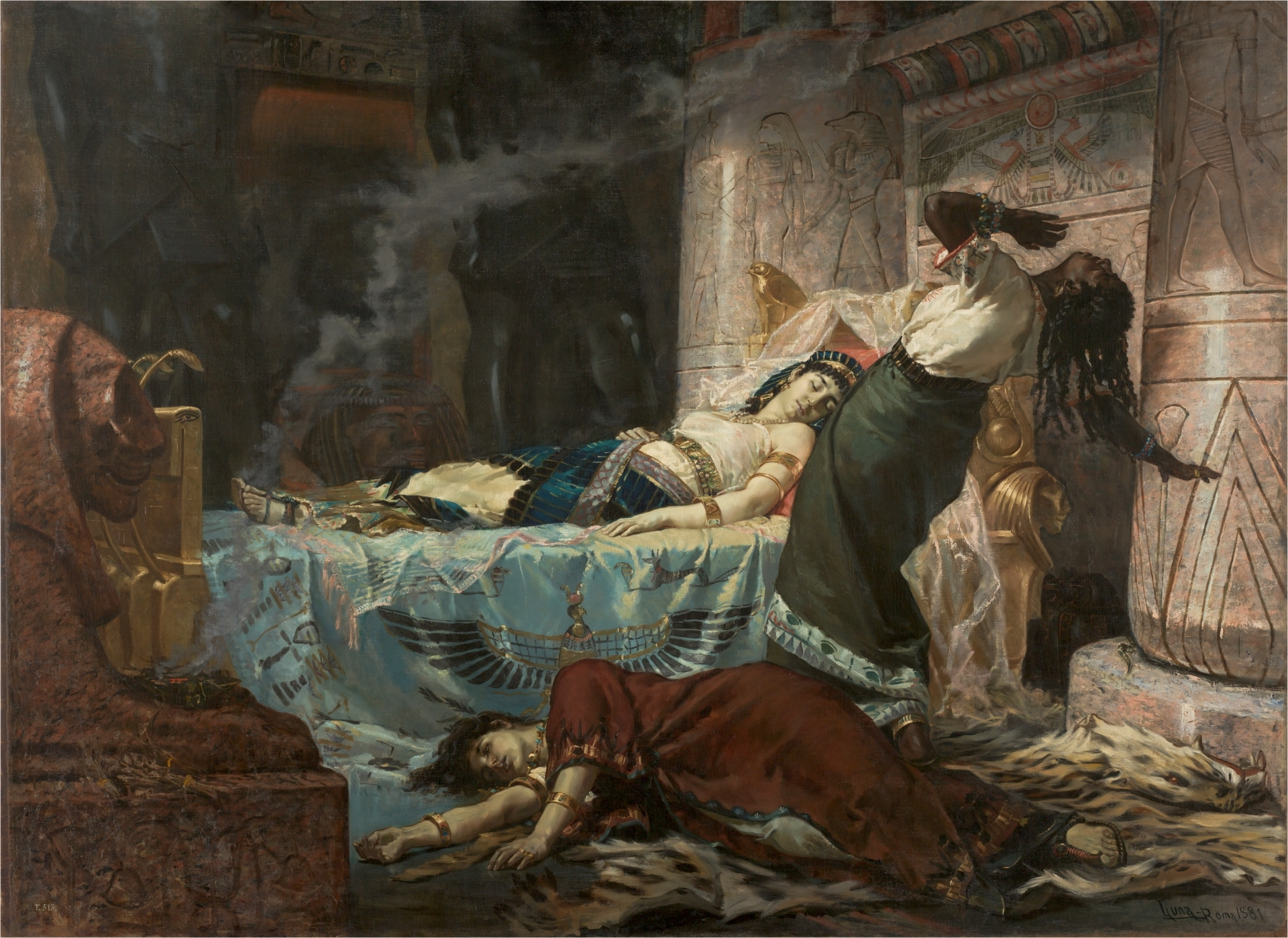
Cleopatra, 1881. Óleo sobre lienzo, 250 x 340 cm, Madrid, Museo del Prado.

Influido por Vera comenzó pintando grandes cuadros de temática histórica conforme al gusto imperante, tomando sus temas de la historia clásica. Su primer gran éxito le llegó con La muerte de Cleopatra (Madrid, Museo del Prado), pintada en Roma y presentada en la Exposición de Bellas Artes de Madrid de 1881, en la que fue premiado con medalla de segunda clase, por la que él también fue pensionado —en su caso por el ayuntamiento de Manila— y la obra fue adquirida por 5000 pesetas por el Estado, que la destinó al Museo de Arte Moderno.
A la exposición de Bellas Artes de 1884 concurrió con otro cuadro del mismo género: el Spoliarium, pintado también en Roma donde ya se había expuesto, junto con las obras de otros artistas españoles, en el Palazzo delle Esposizione en marzo de ese año. Óleo de monumentales dimensiones, Luna trabajó en él desde julio de 1883, inspirándose —como recogía el texto del catálogo— en la descripción que el historiador y novelista Louis Charles Dezobry ofrecía de las siniestras bóvedas del anfiteatro en su obra Rome au siecle d'Auguste, ou voyage de'un galois a Rome a l'epoque du règne d'Auguste et pendant une partie du règne di Tibère, publicada en 1835:

Allí vi una escena horrible, una procesión lúgubre de gladiadores muertos o moribundos, arrastrados con garfios por los servidores del circo, que paseaban blasfemando e imprecando a todos los dioses del infierno.
 Mientras que por una pequeña escalera, enfrente a donde yo estaba, se agrupaba una turba de curiosos: la mujer romana, el joven disoluto y toda la hez del bárbaro pueblo, mezclándose algunos que, por la expresión de su fisonomía, parecían de la secta del Nazareno.
 Poco a poco mi vista fue acostumbrándose a tanta oscuridad y vi silenciosa –entre cadáveres de hombres, mujeres y fieras revueltos y humeantes–, una joven piadosa sentada.

La presentación del Spoliarium en Madrid en 1884 fue motivo de controversia, pero gozó de la crítica favorable del integrista El Siglo Futuro. El anónimo redactor, dando de lado las «mamarrachadas que afean la Exposición», destacó el óleo de Luna, cuestionado por ciertos críticos que le achacaban falta «de alcance y de trascendencia», por justamente lo contrario, por ser ni más ni menos que «la representación material de una escena cotidiana de la vida romana». Con toda la crudeza de sus cuerpos vivos y muertos, Luna, decía el articulista de El Siglo Futuro.:

ha pintado en una sola página toda la grandeza y toda la barbarie del imperio y del pueblo romanos, y, sin olvidarse de los íntimos afectos que encierra siempre el alma del hombre, ha representado y dado vida a la lucha de sentimientos, de ideas y de aspiraciones que agitaban a la sociedad antigua, escogiendo un trance verdaderamente tremebundo; pero que, interpretado con tal acierto y expresado con tanta grandeza, pone de manifiesto, mejor que ningún otro, la grandeza brutal y la abyección estúpida de los pueblos paganos. Lo ha pensado y le ha pintado como lo hubiera hecho... un cristiano de las Catacumbas perseguido en su persona, en sus bienes y en las prendas de su corazón por la tiranía de los césares y los procónsules y que hubiera querido trasmitir a las edades futuras su odio a la barbarie y a la tiranía y su amor inquebrantable a la libertad verdadera.

En el otro extremo del arco político, con el seudónimo de Demófilo, Fernando Lozano Montes en Las Dominicales del Libre Pensamiento firmó un extenso artículo dedicado íntegramente al cuadro del que llamaba pintor filósofo, del que elogiaba que no hubiese querido quedarse en los detalles costumbristas y pintorescos de la lucha de gladiadores, como hubiera hecho Jean-Léon Gérôme o cualquier «pintor adocenado» de escenas taurinas, para, al contrario, denunciar la corrupción que se oculta tras la fiesta, pues en medio «de lo pintoresco del espectáculo, late en el fondo del asunto un algo tan repulsivo, que tiene que hacerlo forzosamente antiestético». Es lo que Luna había sabido hacer con profundos sentimientos humanitarios para protestar, en general, «contra este espectáculo de barbarie», y de él esperaba que, como filipino, supiese inmortalizar «en un nuevo cuadro, al fraile de su tierra, presentándonos el inmenso Spoliarium en que la tiene convertida».
Premiado con la primera medalla de oro de la exposición, el Spoliarium fue adquirido en 1885 por la Diputación Provincial de Barcelona que pagó al pintor 20 000 pesetas. En la fase final de la guerra civil española el cuadro sufrió daños al ser evacuado por las tropas republicanas que abandonaban Barcelona para trasladarlo a Francia, aunque en el camino fue recuperado por las tropas franquistas, que lo devolvieron en primer lugar al Museo de Arte de Barcelona. Trasladado más adelante al Museo del Prado, para su restauración, en 1958 el Gobierno del dictador Francisco Franco hizo donación de él a la República filipina. Luna hizo otras dos copias de la pintura: una, que pintó en el mismo salón de la exposición, encargada por un coleccionista ruso, fue enviada a París; la segunda la pintó para que se vendiese en Filipinas y al no encontrar comprador fue sorteada en Manila en 1886 con objeto de recaudar fondos en beneficio de la familia del pintor en las islas, que atravesaba un difícil momento económico.
Otra vía por la cual obtuvo reconocimiento público fue la reproducción de sus pinturas mediante grabados publicados en  revistas ilustradas. Además del Spoliarium, que apareció reproducido en el suplemento artístico de la barcelonesa Ilustración Artística del 20 de octubre de 1884, con el retrato del pintor en portada, merecieron ese honor, entre otras, La bella feliz y la esclava ciega, obra inspirada en Los últimos días de Pompeya de Edward Bulwer Lytton, en la que se puso a trabajar tras viajar por Italia y visitar Pompeya, la ciudad sepultada por el Vesubio donde «todo es bello y elegante», presentada a la Exposición de 1881 junto con La muerte de Cleopatra. y Mujeres romanas (colección particular), una escena «de la voluptuosa decadencia» del Imperio romano en la que dos jóvenes recostadas en una escalinata juegan azuzando a sus perros contra las palomas, que derraman un cesto con flores, óleo de 1882 reproducido en grabado en un suplemento de la Ilustración Artística del 25 de febrero de 1884. También, en otro orden, la Ilustración Artística reprodujo en un grabado de M. Weber, ¿A do va la nave?... ¡Quién sabe do va!, pintura de 1885 inspirada en El diablo mundo de José de Espronceda, típicamente romántica, en la que representó una barca a la deriva con nueve náufragos elegantemente vestidos y una joven que desesperada se arroja al mar.

### España y Filipinas

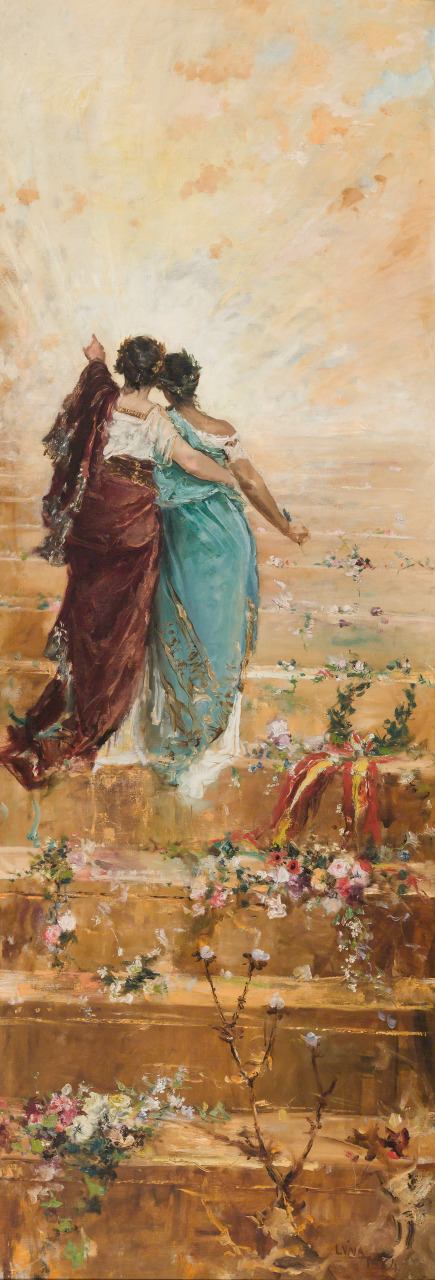
España y Filipinas, 1884. Óleo sobre lienzo, 79,5 x 229,5 cm, Singapur, Galería Nacional de Singapur.

Para compensar al ayuntamiento de Manila por la beca de estudio de que había disfrutado entre 1880 y 1884, pintó en 1885 Miguel López de Legazpi, primer gobernador de las islas Filipinas, y El pacto de sangre (Manila, Palacio de Malacañán), donde lo representado es el pacto sellado entre Legazpi y el régulo Sikatuna, ambos óleos enviados a Filipinas con la copia del Spoliarium en agosto de 1886. Su amigo José Rizal, más adelante fundador de la Liga Filipina, que habría posado en El pacto de sangre en el papel de Rajah Sikatuna, escribió de él, antes de que estuviese terminado, que era «el primero en la historia de nuestro país, que reproduce fielmente los trajes y las costumbres de la época, borrados de la memoria del pueblo pero conservados en los museos extranjeros». Algunos de esos elementos autóctonos aunque olvidados y fielmente reproducidos podrían concretarse en el salacot de metal, sombrero típico de la identidad filipina, como corresponde a un guerrero, y la daga que lleva Sikatuna, con empuñadura de oro y armadura adornada con un cuerno de carabao, el buey emblemático del archipiélago. Los dos cuadros, reproducidos en grabados de la Ilustración Artística del 13 de diciembre de 1886, el primero de ellos en portada, fueron premiados con medalla de plata a título póstumo en la Exposición Universal de San Luis, Misuri, de 1904.
La fraternidad entre España y Filipinas la abordó directamente en la Alegoría a España e islas Filipinas que pintó en 1884 por encargo de Pedro Paterno, filipino residente en España, donde estaba casado con una aristócrata gallega. Con una sólida formación en derecho, filosofía y teología, aunque más tarde se unió a Emilio Aguinaldo y ocupó diversos cargos en el gobierno de la Primera República filipina, en las fechas del encargo, como el mismo Luna, era partidario de hacer del archipiélago una provincia española más, con representación en Cortes. Luna realizó al menos cuatro versiones de este tema, en las que introdujo algunas variantes, prueba de su interés por el motivo y de la buena aceptación que con él obtuvo, reflejada también en las reproducciones aparecidas en la Ilustración Artística del 13 de diciembre de 1886, y en La Ilustración Española y Americana del 8 de enero de 1889. Esta última estaba basada en la segunda versión, pintada en París en 1885, propiedad actualmente del Museo del Prado que la tiene depositada en el Ayuntamiento de Cádiz, y en la revista llevaba por título España guiando a las islas Filipinas por el camino del progreso. España y Filipinas se ven alegorizadas en dos jóvenes vestidas con apariencia de matronas romanas ascendiendo hacia un sol naciente por una escalinata, en la que hay esparcidas flores y palmas. Algunos cambios entre la primera y la segunda versión parecen encaminados a dar mayor protagonismo a España, que en la segunda versión es la única coronada de laurel y con vestido largo, como guía y protectora de Filipinas, a la que conduce pasando el brazo por la cintura. El título de la obra en la colección del Museo del Prado, España llevando a la gloria a Filipinas, es, por otra parte, coherente con el título España conduciendo a Filipinas por el camino de la gloria, que el propio Luna dio al cartel a varias tintas con el que se presentó a un concurso en 1894, ya de regreso en Filipinas.
Aunque miembro del Movimiento de Propaganda, germen de una conciencia genuinamente filipina, del que también formaban parte Rizal y Paterno, en estas obras el énfasis se pone en la relación fraternal, del mismo modo que había hecho en el Pacto de sangre, en el que «lejos de pintar una versión negra de la Conquista —con la cual Luna mostraría la ilegitimidad de la presencia colonial española— el artista describe el encuentro pacífico de dos pueblos», tesis propia del asimilacionismo defendido por una élite culta de mestizos —no en el caso de Luna— que, habiendo recibido una educación esmerada en los prestigiosos institutos de Manila, tuvo la oportunidad de viajar por Europa completando su formación, y, desde su posición elevada, reclamaban no la separación sino el fin de un modelo de dominio arcaico, asentado en los gobiernos locales antes que en el peninsular.

### París

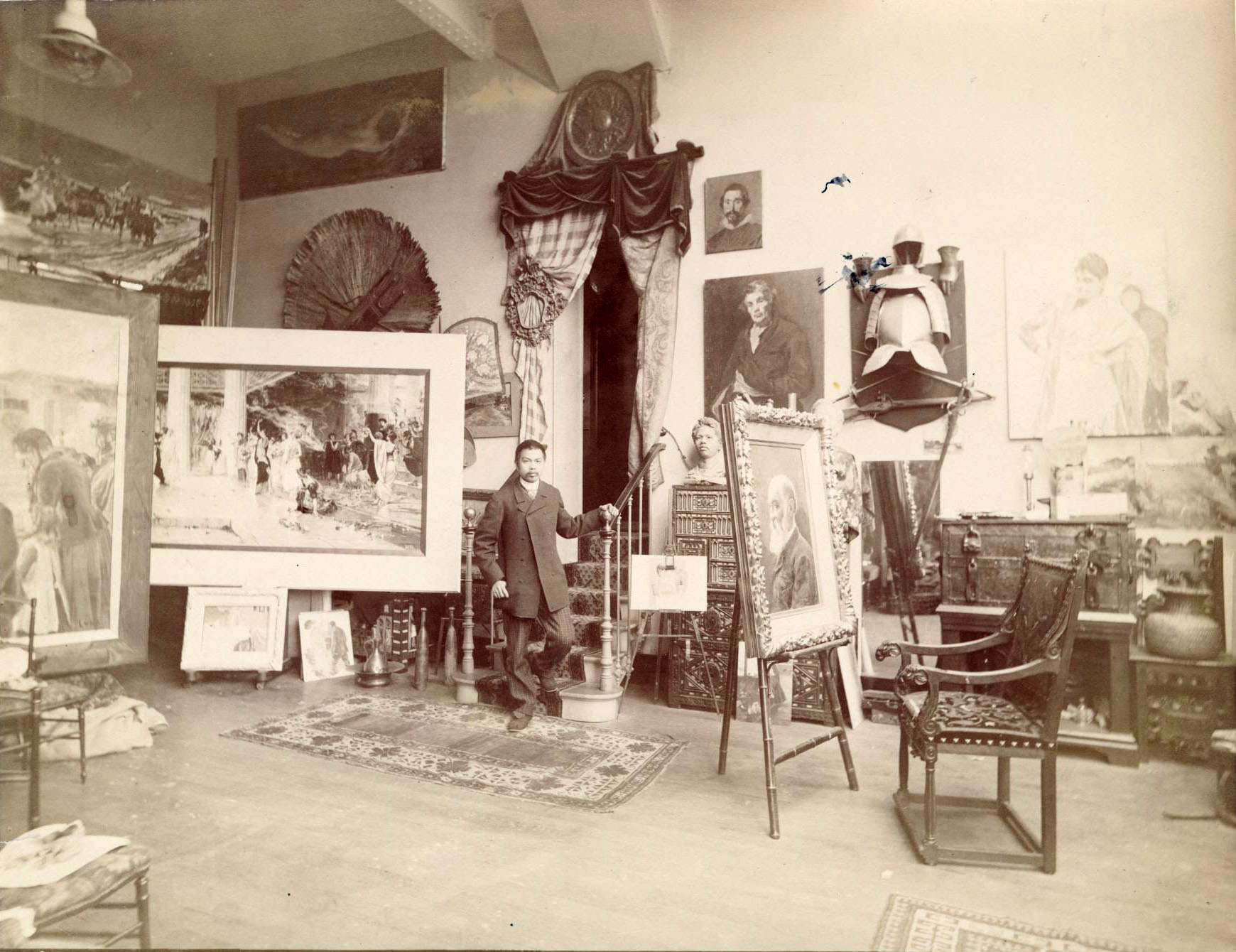
Juan Luna en su estudio de París, posando junto a su Boda romana, h. 1886-1887. En la pared del fondo cuelgan sendas copias del Esopo de medio cuerpo y de la cabeza del bufón Pablo de Valladolid de Velázquez.

Establecido en París en 1884, dos años más tarde, en diciembre de 1886, contrajo matrimonio con Paz Pardo de Tavera, hija de Juliana Gorricho, viuda acaudalada que había hecho de su casa en la capital francesa centro de reunión de la colonia de jóvenes filipinos y sudamericanos que buscaban abrirse camino en las artes y las letras. Luna se introdujo en aquel círculo por su amistad con los que serían luego sus cuñados: Trinidad Pardo de Tavera, médico y lingüista prestigioso, y Joaquín Pardo de Tavera, también médico y pintor. En ese ambiente culto también Paz, la menor, cultivó la pintura de bodegones. En París concluyó el más importante encargo que le hizo el Gobierno español tras el éxito obtenido con el Spoliarium:  el Combate naval de Lepanto, 7 de octubre de 1571, por el que se le abonaron 30 000 reales y se colgó en el Senado frente a la Rendición de Granada de Francisco Pradilla en una solemne ceremonia presidida en noviembre de 1886 por la reina regente, María Cristina de Habsburgo (Madrid, Palacio del Senado). La crítica en esta ocasión, con todo, no le fue favorable y tampoco lo fue con las dos pinturas que presentó a la Exposición Nacional de 1890, de muy diferente carácter: Le chiffonière, que representaba en gran tamaño a un trapero parisino, y El thé, cuyo asunto era una dama sentada en un elegante salón ante una mesa donde aparece aislado un vaso con la infusión.

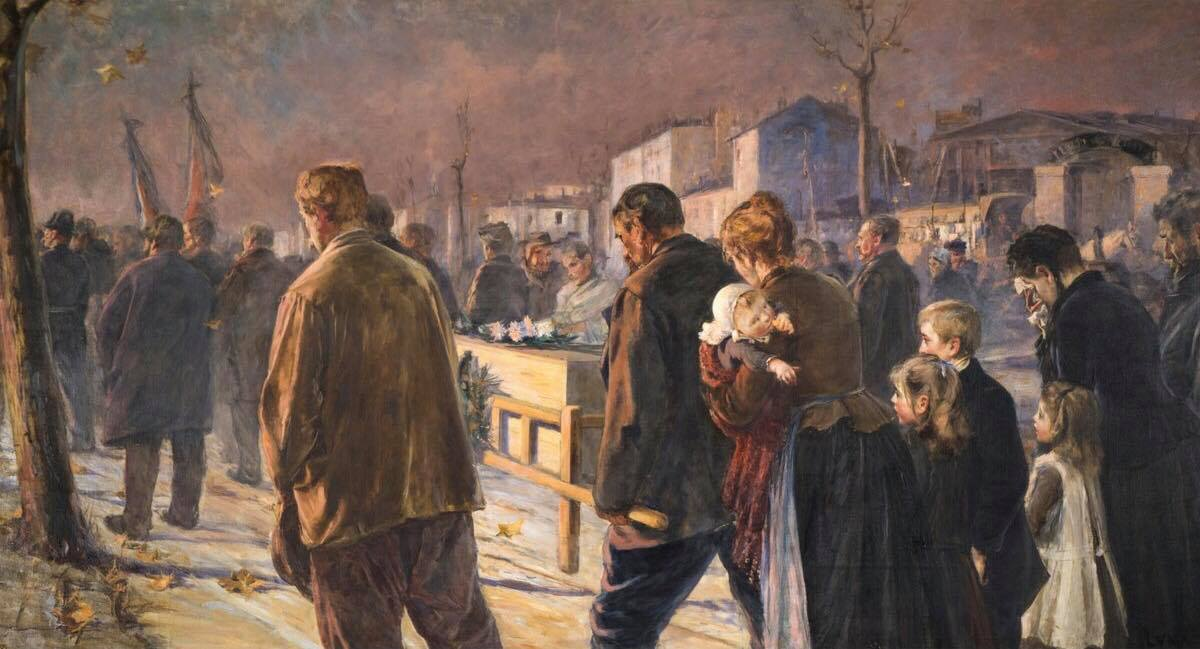
Héroes anónimos, 1891. Óleo sobre lienzo, 195 x 258 cm, Villanueva y la Geltrú, Biblioteca Museo Víctor Balaguer.

La radical diferencia entre sus asuntos no fue bien comprendida por la crítica, pero Luna, sin abandonar por completo la veta historicista, que tan buenos rendimientos le había proporcionado, y las escenas galantes de la vida parisina, se mostró cada vez más comprometido con una pintura realista de carácter social, dando protagonismo a la emergente clase proletaria, con escenas de miseria y desamparo, como en Héroes anónimos (Les Ignorés, 1891, Villanueva y la Geltrú, Biblioteca Museo Víctor Balaguer), donde retrataba el cortejo fúnebre de un obrero en un barrio periférico de París, o en el óleo titulado La vanguardia, que muestra a tres ancianas barrenderas caminando a la luz del alba con sus escobas (1892, Villanueva y la Geltrú, Biblioteca Museo Víctor Balaguer). A ello aludía en carta a José Rizal fechada en París el 13 de mayo de 1891:

Como habrás visto, me ocupo ahora de los humildes y desheredados [...] Estoy leyendo Le Socialisme Contemporaine por E. de Laveleye, donde ha recopilado las teorías de Carl Marx, Lasalle, etc., el socialismo católico, el conservador, el evangélico, etc. Me interesa muchísimo, pero lo que yo quisiera es un libro que pusiera de relieve las miserias de nuestra sociedad contemporánea; una especie de Divina Comedia, un Dante que se paseara por los talleres en donde apenas se respira y en donde vería a hombres, chiquillos y mujeres en el estado más miserable que imaginar se pueda.

### «El caso del pintor Luna»

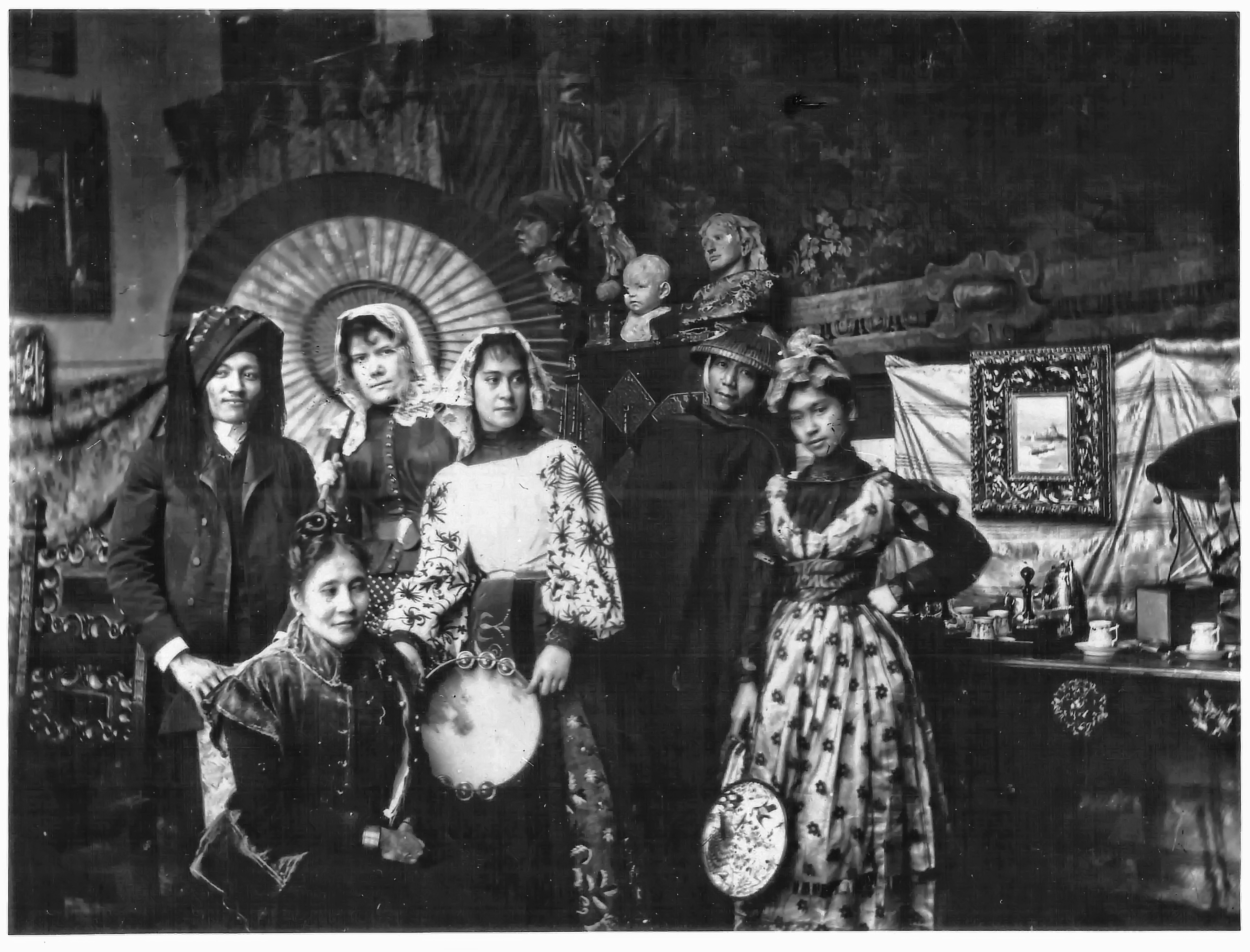
José Rizal (primero por la izquierda) junto con Paz Pardo de Tavera y otros amigos en una fotografía sin datar. Manila, Presidential Museum and Library PH.

En un, según se dijo, ataque de celos, el 23 de septiembre de 1892, en su casa de la calle Pergolèse de París, disparó con un revólver a uno de sus cuñados, Félix Pardo de Tavera, hiriéndolo levemente en un brazo, y a continuación, en presencia de su hijo Andrés, de cinco años, disparó contra su esposa y su suegra, que se habían refugiado en uno de los lavabos de la casa, causando la muerte en el acto de la suegra, Juliana Gorricho, herida de bala en la cabeza, e hiriendo gravemente a su mujer, que destrozado el parietal izquierdo falleció el 4 de octubre.
Procesado por asesinato, el juicio atrajo la atención de la prensa en España y eclipsó la presentación de sus obras en la Exposición Nacional de Bellas Artes de ese año, la última a la que asistió. De carácter internacional, por coincidir con el centenario del primer viaje de Colón a América, Luna concurrió a la muestra con cuatro obras que pasaron completamente desapercibidas para la crítica, tras el fracaso cosechado con La batalla naval de Lepanto que le había encargado el Senado de España.
Defendido por uno de los más prestigiosos criminalistas de París, Albert Danet, y habiéndose ganado las simpatías de la sala y de la opinión pública, el 8 de febrero de 1893 fue absuelto de asesinato y condenado únicamente al pago de una indemnización de 1651,83 francos a sus cuñados. Abandonó París cinco días después para inmediatamente regresar a España. En Madrid, el 11 de marzo de 1893, la logia masónica La Solidaridad n.º 53 del Gran Oriente Español, a la que pertenecía, organizó una muy concurrida tenida en su honor.
Contra la opinión pública mayoritariamente benevolente con el crimen pasional y partidaria de la absolución, Emilia Pardo Bazán publicó el 17 de febrero de 1893 en la Opinión de Asturias un artículo titulado «El caso del pintor Luna», que fue reimpreso el 12 de marzo en el conservador La Época de Madrid, dando pie a una escueta y displicente réplica del propio Luna, a la que respondió Pardo Bazán con un nuevo texto dirigido al marqués de Valdeiglesias, director de La Época, con el título Los crímenes pasionales.
En el momento de escribir Pardo Bazán su artículo, aún no se había dictado la sentencia, pero la escritora ya preveía que fuese favorable al reo dadas las expresiones mayoritarias y la tendencia que observaba en los tribunales franceses a absolver los crímenes llamados de pasión. En sus comparecencias ante los jueces, Luna trató de presentar el suyo como un matrimonio feliz hasta la primavera de 1892, cuando, con tres años, falleció Bibi, la hija menor, pérdida que él habría sufrido más que su esposa. Inmediatamente después Paz marchó a Mont-Dore con su madre y su hijo Andrés y allí habría conocido a un tal monsieur Dussaq, con quien habría cometido adulterio. En la primera sesión del juicio, con «su actitud, sus palabras entrecortadas por la emoción y hasta su voz suave y acongojada», según anotaba el cronista de El Imparcial, Luna captó ya la benevolencia del público insistiendo en dos ideas: su inmenso amor por Paz y la locura que en él habían desencadenado los celos. Si el detonante eran los celos, no era menos cierto que había sido la conducta de la mujer la que los había desencadenado, de forma, de nuevo según el cronista de El Imparcial, que «el marido agraviado se convirtió en el asesino. La venganza del honor ultrajado ocasionó el tremendo conflicto».
Sin entrar en detalles del caso concreto, pues lo que le interesaba principalmente era dar respuesta a la indulgencia con que eran juzgados los crímenes pasionales, Pardo Bazán aceptó esta versión, que hacía en cierto grado culpable a la esposa, pero remarcando la diferencia entre los culpables:

Viniendo al caso del pintor filipino (caso admirable de estudio), yo veo en él dos reos, dos pecadores, dos criminales: la mujer y el marido; con la diferencia de que la pecadora y reo ha sufrido ya castigo horrible, —la muerte después de larga agonía,— y el pecador y reo va tal vez a salir absuelto libremente, festejado, rodeado de gente que le apretará la mano a diestro y siniestro
Pardo Bazán, «El caso del pintor Luna».

Sin embargo, esa imagen que Luna con ayuda de su hermano Antonio se esforzaba en cultivar de esposo amantísimo al que los celos habían arrastrado a cometer una locura, no es sostenible a la luz de los malos tratos continuados a los que había sometido a su esposa, como denunciaron los hermanos Pardo Tavera y su abogado, Félix Décori, y confirmó la autopsia. Tampoco lo ignoraba la prensa, aunque los malos tratos se intentaron limitar a los sucesos ocurridos en la última semana antes del crimen, después de que Paz lo amenazase con el divorcio. Es probable, por el contrario, que los malos tratos empezasen antes incluso de contraer matrimonio. Cuando el presidente del tribunal lo calificó de «tiranuelo» que golpeaba a Paz por naderías, Luna mostró su sorpresa y su incomprensión al verse tratado de ese modo, cuando no había hecho otra cosa que prohibir a su esposa el uso de ropas «impropias de mujeres honradas». Décori se esforzó además en probar que el crimen no había sido impremeditado, como demostraba la compra del revólver y la violencia creciente contra su esposa, que había tenido su culminación un día antes del asesinato, cuando en presencia de su madre forzó a Paz a punta de revólver a firmar una confesión de adulterio. Temiendo lo peor, Juliana Gorricho había escrito ya a su hijo Trinidad pidiéndole que interviniese para lograr el divorcio. Décori apuntó otro motivo: las concepciones acerca de la mujer sometida al hombre, como sirvienta o esclava, propias de un indio de Filipinas como Luna. A las diferencias étnicas y de clase social entre Luna, malayo, y Paz Pardo de Tavera, mestiza y de familia aristocrática, se refirió el propio Luna en su declaración para acusar a su suegra de desafección: «Habitando en Europa pude hacerme cargo de ciertos prejuicios y preocupaciones que reinan en Filipinas y que nos apartan de España. Los españoles que hay en Filipinas nos tratan a los indios con cariño. En cambio, los mestizos nos tratan como a esclavos. Mi suegra conservaba estos prejuicios que dominan en Filipinas».
Pese a la circunspección de doña Emilia, que evitó hacer mención de estas cuestiones para limitarse a defender que «donde existe bien comprobado el crimen, procede el castigo», a Luna le indignó que negase cualquier papel en su conducta a la defensa de su honor ultrajado, presentándose una vez más como víctima y protestando porque de su desgracia hubiese querido hacer la escritora, sin conocerlo, «tema de lucubraciones literarias». En su respuesta, además de advertir que su artículo no era de carácter literario sino social y de subrayar el diferente concepto del honor que tenían, siéndole imposible en este punto alcanzar un acuerdo con Luna, Pardo Bazán volvió a la cuestión que en verdad le importaba: la indulgencia de los tribunales —en su caso los franceses— con los crímenes pasionales, «sean maridos ofendidos, amantes despechados, esposas vengativas o vitrioleras furibundas», y, para ejemplificar esa benevolencia que desde luego condenaba, eligió algunos casos en todos los cuales eran mujeres las que, entre vítores, habían salido absueltas por los jurados, para concluir reclamando «una reforma en el Código, matizando más rica y variadamente la escala de las penas, y proporcionándolas de suerte que quede cierta amplitud al juez, confundido y paralizado por las enormes diferencias entre crimen y crimen». Solo algunos años más tarde la escritora gallega iba a desplazar su atención, desde estos crímenes pasionales, a los mujericidios, contra los que no dejaría ya de protestar hasta su muerte.

### Últimos años

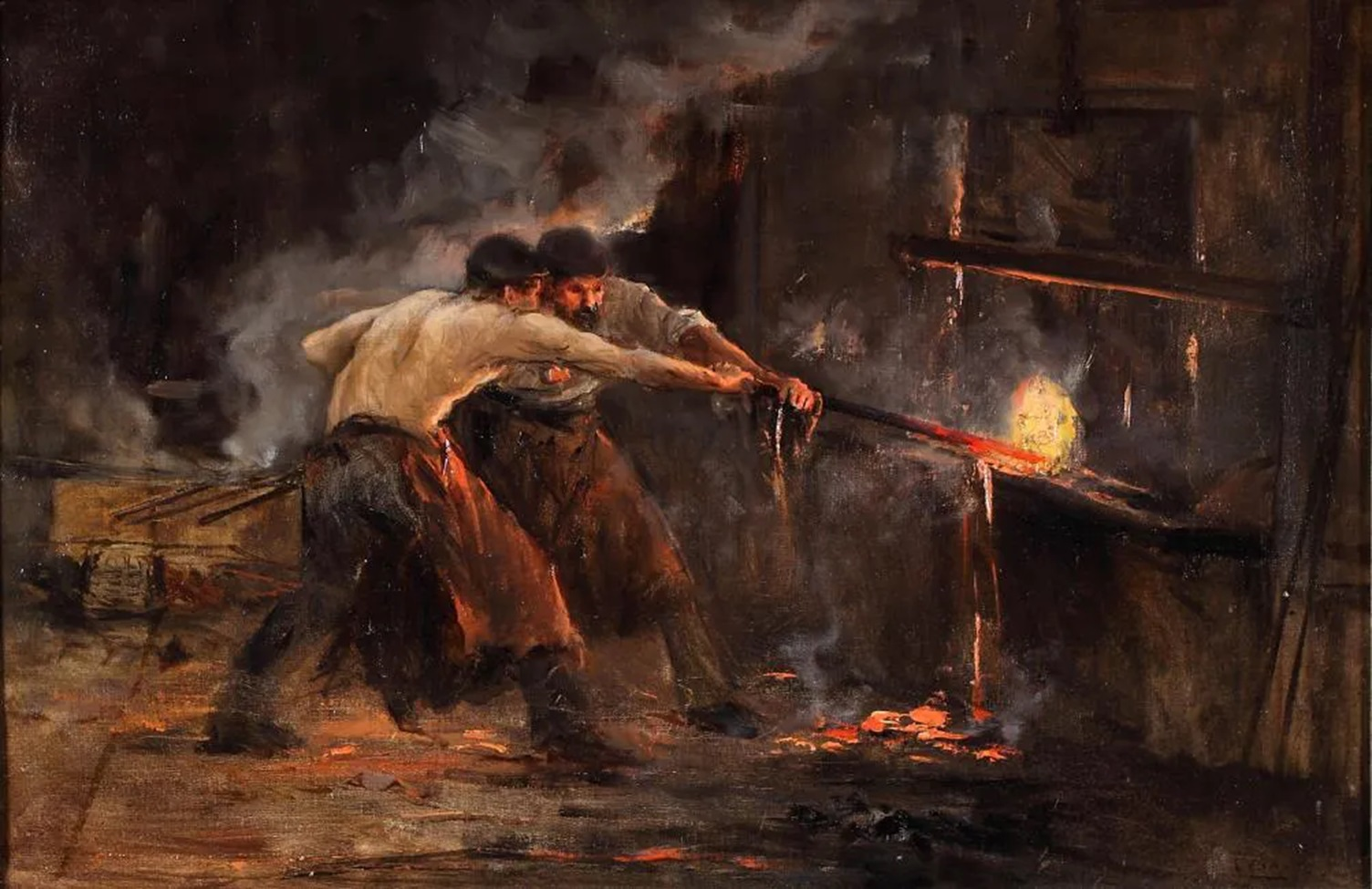
Los ferrones, óleo sobre lienzo, 40,5 x 61 cm, Bilbao, Museo de Bellas Artes de Bilbao.

En julio de 1893 se trasladó a Bilbao para pintar el trabajo en los altos hornos, que ya había tenido la oportunidad de visitar algún tiempo atrás. Interesado tanto en el aspecto humano como en las posibilidades expresivas del humo y los focos de luces incandescentes del hierro fundido iluminando los cuerpos de los esforzados obreros de las ferrerías, pintó varios pequeños bocetos o estudios (Los ferrones, Museo de Bellas Artes de Bilbao) y, por encargo de Víctor Chávarri, uno de los impulsores de la industria en el País Vasco, dos interiores de la Fundición la Vizcaya: La colada y Obreros en el taller de convertidores de acero Robert de la Vizcaya, 1894, Portugalete, Rialia-Museo de la Industria). Luna explicó en carta a su amigo y mecenas Víctor Balaguer, antiguo ministro de Ultramar, su trabajo en los lienzos encargados por Chávarri para el salón de su residencia, con los obreros como protagonistas según le habría pedido el propio Chávarri, «donde espero sacar partido del trabajo del capital y del talento humano allí reunido».
Un año después, con su hermano Antonio y su hijo Andrés, retornó a las Filipinas, donde iba a pintar, junto a algunos retratos oficiales (el del gobernador general Blanco), escenas costumbristas y paisajes. Luego, con su discípulo Gastón O’Farrel, viajó a Japón y al volver a Filipinas fue encarcelado junto con su hermano Antonio, acusados de colaboración con el Katipunan. Todavía viajó una vez más a España, tras ser liberado, para obtener de la reina el perdón para su hermano. Proclamada la República Filipina, desempeñó misiones diplomáticas, enviado a Francia en agosto de 1898 por Emilio Aguinaldo para obtener el reconocimiento de la nueva república, pero al tener noticia de que su hermano, el general Antonio Luna, había sido asesinado por tropas a las órdenes del mismo Aguinaldo, buscó refugio en Hong Kong, donde le sorprendió la muerte.